# 富山県立上市高等学校
富山県立上市高等学校（とやまけんりつ かみいちこうとうがっこう、英: Toyama Prefectural Kamiichi High School）は、富山県中新川郡上市町斉神新にある公立の高等学校。

## 設置学科
- 総合学科（2年次から下記の6分野に分かれる）
  - 人文国際分野
  - 自然科学分野
  - グリーン分野
  - スポーツ科学分野
  - 福祉健康分野
  - 情報ビジネス分野

## 沿革
富山県立上市農林学校
- 1920年（大正9年）4月8日 - 中新川郡立富山県中新農業学校開校（同年4月12日入学式）。亀谷氏宅を仮校舎として授業開始[1]。
- 1921年（大正10年）
  - 3月 - 校舎落成、富山県立上市農林学校設立認可[1]。
  - 4月1日 - 中新川郡立富山県中新農業学校を富山県に寄付し、富山県立上市農学校として発足（同時に中新川郡立中新農業学校併設、同年4月5日開校、入学式）[1]。
  - 9月26日 - 暴風の為校舎倒壊、9月27日より上市町立女子補習学校を仮校舎として授業開始[1]。
  - 11月30日 - 仮寄宿舎開設。
- 1922年（大正11年）3月31日 - 併設の中新川郡立中新農業学校廃止[1]。
- 1923年（大正12年）
  - 4月1日 - 校歌制定および新校舎引受移転[1]。
  - 10月22日 - 校舎落成式[2]。
- 1924年（大正13年）
  - 6月 - 温室竣工[2]。
  - 10月11日 - 校旗樹立式[2]。
- 1927年（昭和2年）6月18日 - 庭球コート完成[3]。
- 1929年（昭和4年）5月1日 - 魚津中学校（現・富山県立魚津高等学校）より移転の寄宿舎落成（同年5月6日開設）[3]。
- 1933年（昭和8年）6月3日 - 国旗掲揚台竣工[4]。
- 1934年（昭和9年）10月4日 - 球技場コート完成[4]。
- 1938年（昭和13年）4月1日 - 林業家が農業科から分立[4]。
- 1940年（昭和15年）
  - 4月1日 - 富山県立上市農林学校に改称[5][6]。
  - 5月12日 - 校旗樹立式[5]。
  - 4月 - 獣医畜産科新設[5]。
- 1947年（昭和22年）4月 - 学制改革により上市農林学校内に併設中学校設立[7]

富山県上市高等女学校
- 1924年（大正13年）4月4日 - 上市実科高等女学校設立認可。同月中、上市実科高等女学校、町立実業補習学校を仮校舎として授業開始[2]。
- 1925年（大正14年）
  - 4月 - 上市小学校（現・上市町立上市中央小学校）敷地内に校舎仮移転[2]。
  - 5月 - 庭球コート完成[2]。
- 1926年（大正15年）
  - 1月8日 - 増築新校舎落成[3]。
  - 6月28日 - 新校舎落成式[3]。
- 1933年（昭和8年）4月29日 - 国旗掲揚台竣工[4]。
- 1935年（昭和10年）11月20日 - 泰安殿落成式[4]。
- 1943年（昭和18年）
  - 4月1日 - 上市高等女学校と改称[5]。
  - 9月26日 - 富山県立上市高等女学校と改称[7]。
- 1947年（昭和22年）4月 - 学制改革により上市高等女学校内に併設中学校設立[7]。

富山県立上市高等学校
- 1948年（昭和23年）
  - 4月1日 - 富山県立上市農林学校と富山県上市高等女学校を統合して、富山県立上市高等学校創設 （全日制普通・農業・畜産・林業課程設置）。既設の二併中は富山県立上市高等学校併設中学校と改称[7]。
  - 9月13日 - 開校式挙行[7]。
- 1949年（昭和24年）
  - 9月6日 - 東側教室竣工[8]。
  - 10月 - 夜間定時制普通課程併設[8]。
  - 10月20日 - 3教室増築[8]。
  - 11月9日 - 新校舎落成式[8]。
- 1950年（昭和25年）4月 - 夜間定時制農業課程併設。
- 1951年（昭和26年）
  - 4月 - 全日制家庭課程新設。
  - 12月1日 - 4教室増築、寄宿舎解体撤去[8]。
  - 8月2日 - 教室増築、グラウンド拡張[8]。
- 1953年（昭和28年）
  - 3月6日 - 富山県立上市高等学校三成分校設立認可[9]。
  - 4月1日 - 三成分校が三成中学校内に設立（昼間定時制課程農業・農村家庭課程設立、同年5月1日開校式）[9]。
  - 8月2日 - 教室増築[9]。
  - 9月5日 - 体育館竣工[9]。
- 1954年（昭和29年）4月 - 昼間定時制農業課程募集停止。
- 1956年（昭和31年）3月3日 - 校旗樹立式[9]。
- 1957年（昭和32年）
  - 4月1日 - 全日制薬業課程新設[9]。
  - 12月1日 - 薬業実習室、普通教室増築[9]。
- 1958年（昭和33年）5月 - 4教室増築[9]。
- 1959年（昭和34年）
  - 4月1日 - 全日制農村家庭課程新設[10]。
  - 8月 - 旧本館校舎が農業実習室となる。丸山農場牛舎竣工[10]。
  - 10月 - 三成分校の設置者が富山県となる。
  - 12月15日 - 本館増築第一期工事竣工[10]。
- 1960年（昭和35年）
  - 7月20日 - 本館増築第二期工事終了[10]。
  - 9月8日 - 三成分校独立校舎落成式[10]。
- 1961年（昭和36年）
  - 3月 - 本館増築第三期工事終了および製パン実習室竣工[10]。
  - 11月11日 - 本館と体育館ステージ落成式[10]。
- 1962年（昭和37年）4月1日 - 普通科1学級増[10]。
- 1963年（昭和38年）
  - 1月 - 丸山農場にルーズバン式牛舎竣工[10]。
  - 4月1日 - 全日制林業課程を募集停止し、農林工学科設置。家庭課程を家政科、農村家庭課程を生活科に学科改編。普通・農業・畜産・薬業各課程をそれぞれ普通科・農業科・畜産科・薬業科に学科改編。家政科1学級増[10]。
  - 5月28日 - 第二農場設置[10]。
- 1964年（昭和39年）4月1日 - 生活科1学級増[11]。
- 1965年（昭和40年）3月31日 - 旧生徒昇降口建物を食堂として移転新築。旧解剖室を運搬車車庫として移転新築[11]。
- 1966年（昭和41年）
  - 3月20日 - 理科室竣工[11]。
  - 4月1日 - 家政科募集停止[11]。
- 1967年（昭和42年）4月1日 - 生活科1学級減[11]。
- 1968年（昭和43年）12月28日 - 旧本館から別棟として柔道場移転[11]。
- 1969年（昭和44年）
  - 4月 - 三成分校定時制農業科・生活科募集停止。
  - 4月20日 - 50周年記念図書館竣工[11]。
- 1970年（昭和45年）
  - 2月26日 - 運動クラブ部室竣工[11]。
  - 4月1日 - 三成分校定時制農業・生活科の2学科（昼間）を本校に併設[11]。
- 1971年（昭和46年）4月1日 - 農業科、畜産科を各0.5学級とする[12]。
- 1972年（昭和47年）
  - 3月17日 - 薬業館竣工[12]。
  - 11月7日 - 体育館竣工[12]。
- 1974年（昭和49年）
  - 4月 - 夜間定時制普通科募集停止。
  - 7月31日 - 本館一部解体し校舎改修工事終了[12]。
- 1975年（昭和50年）3月20日 - 南校舎新館第1期工事終了[12]。
- 1977年（昭和52年）
  - 6月1日 - 南校舎新館第二期工事終了。自転車置場新設[12]。
  - 11月24日 - ガラスハウス竣工[12]。
- 1981年（昭和56年）
  - 8月25日 - 第二体育館竣工[13]。
  - 8月31日 - 剣道場解体撤去[13]。
  - 11月25日 - 第二体育館竣工記念式[13]。
- 1984年（昭和59年）4月 - 生活科募集停止、普通科1学級増[13]。
- 1985年（昭和60年）
  - 3月11日 - 柔道場解体撤去[13]。
  - 3月27日 - 第二体育館に格技場竣工[13]。
  - 6月15日 - グラウンド、格技場完成記念式典[13]。
- 1987年（昭和62年）
  - 3月27日 - 南校舎増築竣工[13]。
  - 4月1日 - 普通科1学級増[14]。
  - 11月20日 - 本館外壁、タイル、サッシ取替工事終了[14]。
- 1991年（平成3年）4月 - 農林工学科募集停止、農業科・畜産科を農業科学科に学科改編。
- 1995年（平成7年）4月 - 薬業科募集停止。
- 1997年（平成9年）4月 - 普通科・農業科学科を募集停止し、総合学科を設置。

2024年時点で、上市町は同校をキャリア教育に特化した『県立キャリア教育学校』（仮）に校名変更することを県に要望している。

## 部活動
- 運動部 - 陸上競技、野球、サッカー、バスケットボール（男・女）、バレーボール（女）、バドミントン（男・女）、テニス（男・女）、卓球、剣道、弓道、ボクシング、空手道、ダンス
- 文化部 - 美術、吹奏楽、演劇、放送、写真、書道、科学、茶道、華道
- 同好会（運動系） - カヌー、ウエイトリフティング
- 同好会（文化系） - グリーン

## 校歌
作詞：中山輝、作曲：黒坂富治

## アクセス
- 富山地方鉄道本線上市駅 徒歩約20分

## 著名な卒業生
- 上田昌孝 (政治家)（現滑川市長）
- 酒井孝之（プロボクサー）